# Friedrich Ehregott Reuter
Friedrich Ehregott Reuter (* 20. März 1801 in Herzogsthal, Kreis Goldap; † 23. August 1862 in Königsberg) war Präsident des Stadtgerichts in Königsberg, Abgeordneter im Preußischen Abgeordnetenhaus, Gutsbesitzer und Unternehmer.

## Leben und Wirken
Friedrich Ehregott Reuter wurde 1801 als Sohn des Juristen und Gutsbesitzers Johann Gottfried Reuter in Herzogsthal, Kreis Goldap geboren. 1816 schloss er 16-jährig die Hassensteinsche Erziehungsanstalt in Blandau mit dem Zeugnis der Hochschulreife ab und immatrikulierte sich zum Wintersemester an der Universität Königsberg für Rechtswissenschaft, welches er mit dem Prädikat cum laude et honore abschloss. Anschließend begann Reuter ein Referendariat am Oberlandesgericht Insterburg. Als Oberlandesgerichtsassessor wurde er bereits 1823 Direktor des Landgerichts Tilsit. 1827 wurde er zum Stadtgerichtsdirektor in Tilsit ernannt. 1839 folgte die Ernennung zum Direktor des vereinigten Land- und Stadtgerichts Tilsit. Im März 1844 folgte für Reuter die Ernennung zum Direktor des Stadtgerichts Königsberg, bei dem er 1850 zum Präsidenten ernannt wurde. Friedrich E. Reuter war bei der Bevölkerung Tilsits sehr beliebt, weswegen ihm zu seinem Weggang aus der Stadt bereits am 7. April 1844 das Ehrenbürgerrecht verliehen wurde.
Während der ersten und zweiten Wahlperiode (1849–1852) besaß Reuter für den Wahlkreis Tilsit-Ragnit ein Mandat des Preußischen Abgeordnetenhauses. Dort gehörte er dem rechten Zentrum an. Reuter war Mitglied des 1848 von Oberst Bernhard v. Plehwe gegründeten Preußenvereins.
Friedrich Ehregott Reuter galt weithin als auch international hochgeachteter Jurist, dem eine weitere juristische Karriere durch seine liberalen Ansichten in den Revolutionsjahren 1848/49 versagt blieb. Zeitgenössische Quellen berichten gleichwohl von einem opportunistischen Verhalten seit der Übernahme der Funktion als Gerichtspräsident. So übernahm er bereitwillig die Stelle eines Zensors für die preußische Regierung und trug somit zur Unterdrückung der freiheitlichen Presse bei.

## Familie
Friedrich Reuter heiratete am 11. April 1824 seine Cousine Klara Franziska Hassenstein. Aus der Ehe gingen insgesamt 16 Kinder hervor:
- Klara Friederike Henriette Amalie, geb. 31. Januar 1825 in Tilsit
- Therese Friederike Franziska, geb. 10. März 1826 in Tilsit
- Franz Friedrich Heinrich Karl, geb. 2. Dezember 1827 in Tilsit
- Ida Wilhelmine Emilie, geb. 12. April 1829 in Tilsit
- Julius Heinrich Karl, geb. 9. Juni 1830 in Tilsit
- Laura Mathilde Natalie, geb. 9. Dezember 1831 in Tilsit
- Hortensia Isabella Auguste, geb. 7. Juni 1833 in Tilsit
- Adalbert Friedrich Gustav, geb. 22. November 1834 in Tilsit
- Emma Henriette Auguste, geb. 23. Juli 1836 in Tilsit
- Minna Elise, geb. 11. Januar 1838 in Tilsit
- Richard Otto, geb. 25. Juni 1839 in Tilsit
- Hedwig Marie Emilie Auguste, geb. 7. Juli 1842 in Tilsit
- ein totgeborenes Kind, 1843 in Tilsit
- Robert Leo, geb. 20. Juni 1844 in Königsberg
- Marianne Franziska Auguste, geb. 15. Februar 1846 in Königsberg
- Felix Viktor, geb. 27. Februar 1848 in Königsberg[8]

Am 12. Juni 1848 kaufte Reuter das Gut Paleiten vom Premier Lieutnant Schmick, was er wiederum seiner erstgeborenen Tochter Klara am 30. April 1859 übereignete.
Um seine Familie wirtschaftlich abzusichern, gründete der Gerichtspräsident Reuter auf dem Gelände des Oberhaberbergs in Königsberg eine Stearinkerzen- und Seifenfabrik. Nach anfänglichem, wirtschaftlichen Erfolg, musste der Betrieb nach dem Tode Reuters in 1864 verkauft werden.